# Polygala galpinii
Polygala galpinii är en jungfrulinsväxtart som beskrevs av Joseph Dalton Hooker. Polygala galpinii ingår i släktet jungfrulinssläktet, och familjen jungfrulinsväxter. Inga underarter finns listade i Catalogue of Life.